# Vieux-Rouen-sur-Bresle
Pour les articles homonymes, voir Bresle (homonymie).
Vieux-Rouen-sur-Bresle est une commune française située dans le département de la Seine-Maritime en région Normandie.

## Géographie

### Description
Vieux-Rouen-sur-Bresle est un bourg normand de la vallée de la Bresle situé dans la Seine-Maritime et limitrophe du département de la Somme, qui fait partie de l'ancien Talou, et est marqué par la présence de la verrerie créée en 1892.
Elle est traversée par la ligne d'Épinay - Villetaneuse au Tréport - Mers, mais la station la plus proche est la gare d'Aumale et est desservie par la RD 49, qui relie Aumale au Tréport par la rive gauche de la Bresle.
Le sud et l'ouest de la commune sont boisés.

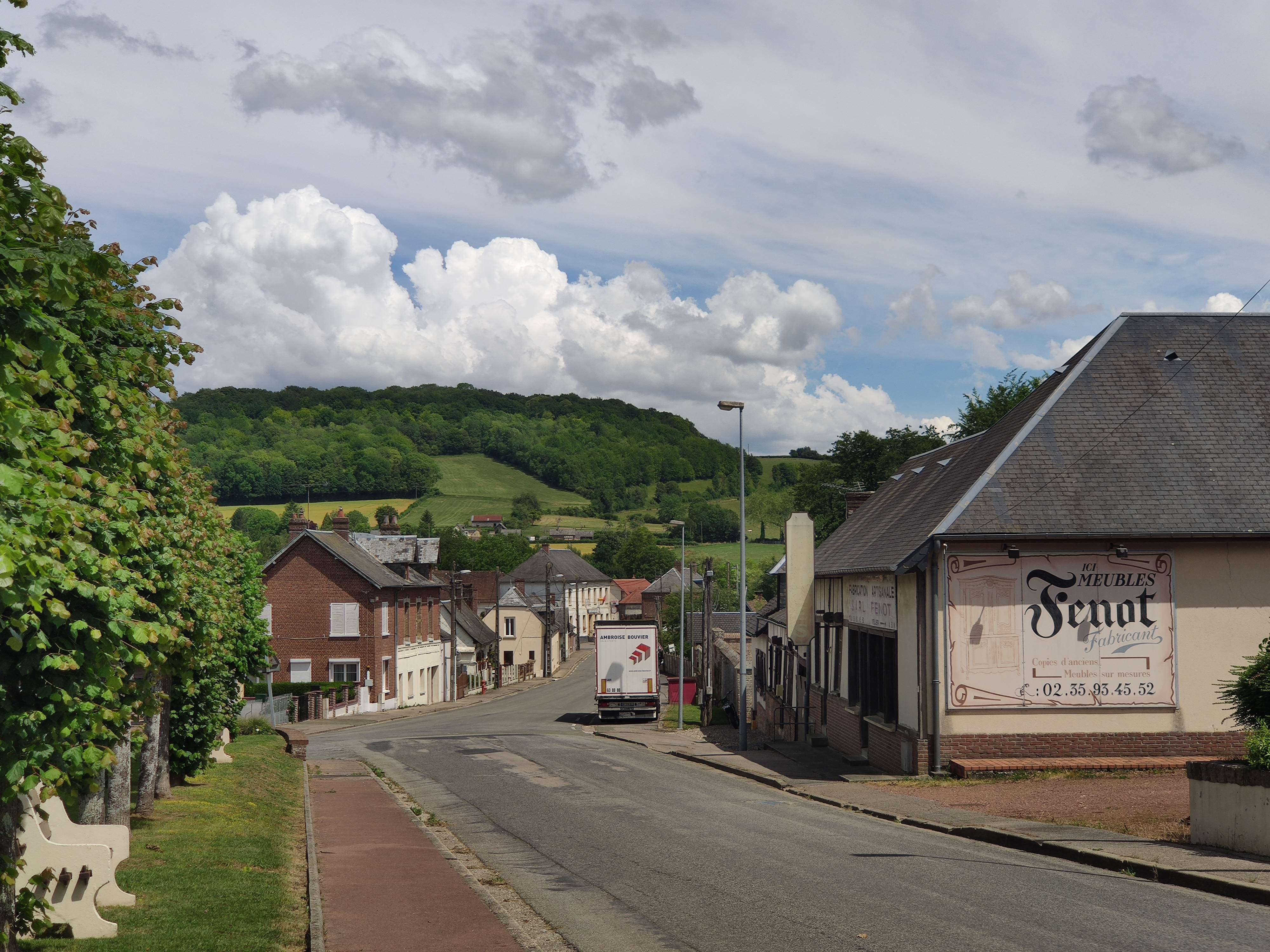
La rue Théodore-Gérin.
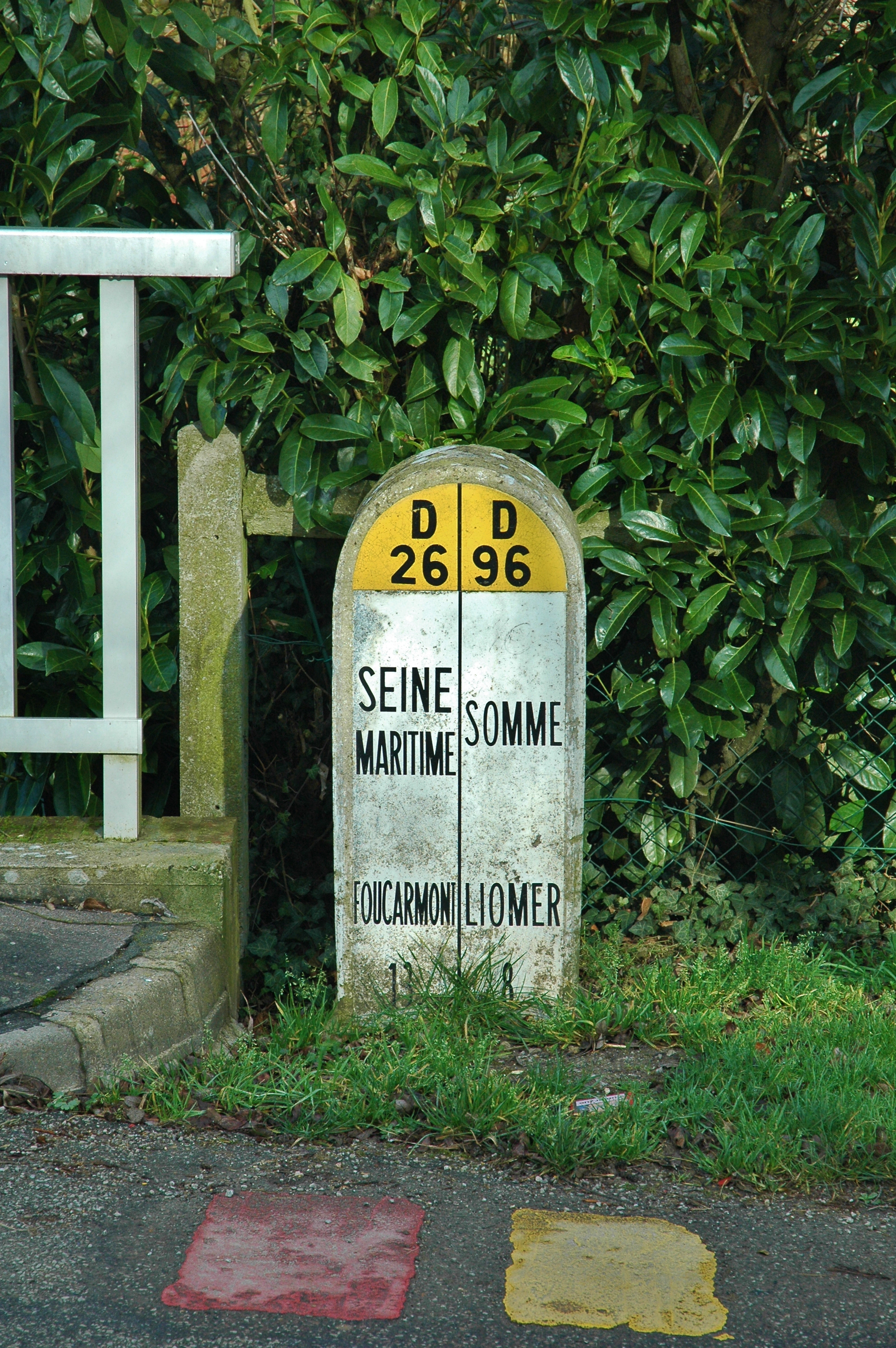
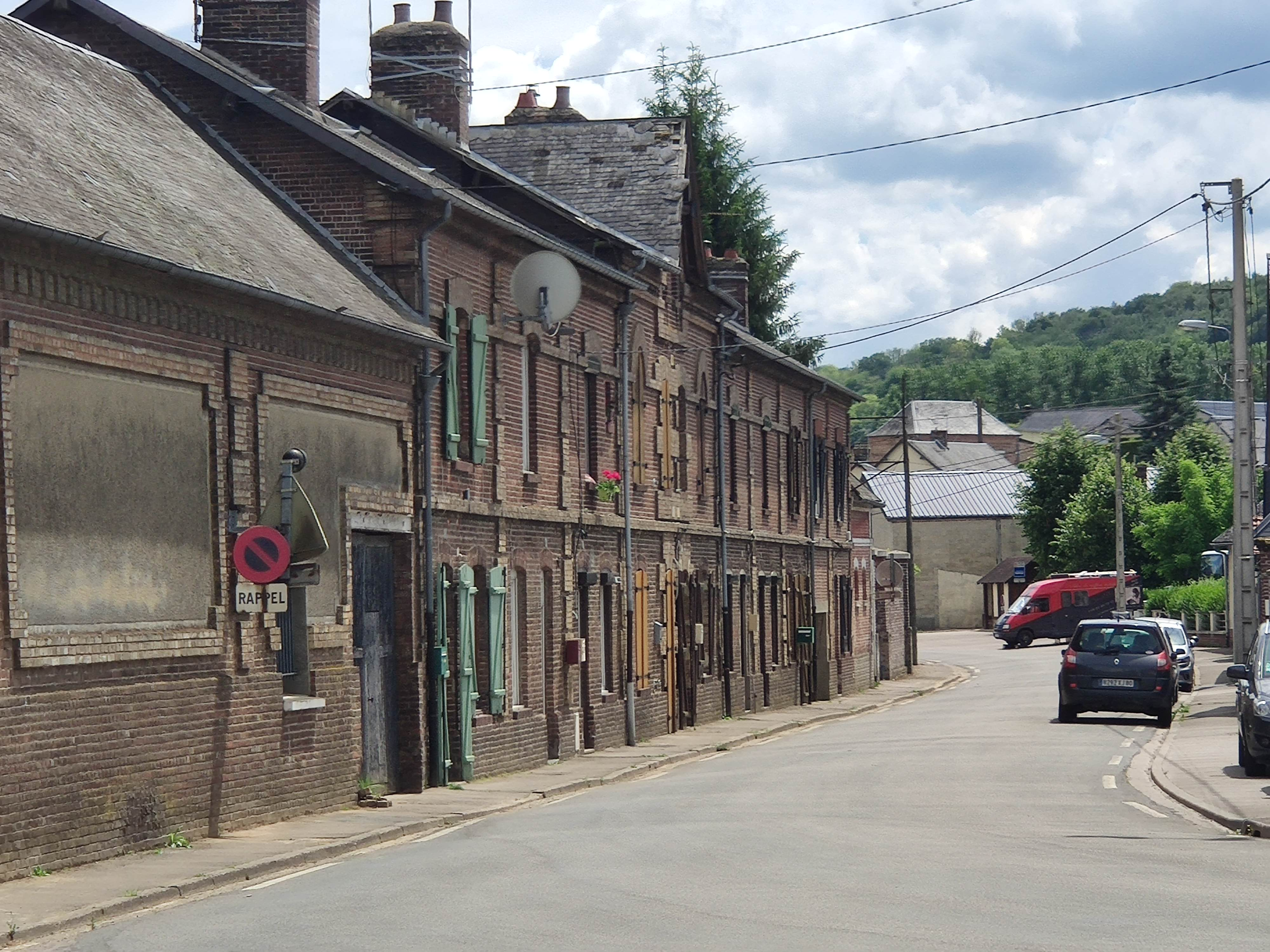
Cité ouvrière près de la verrerie

### Communes limitrophes
| Campneuseville       | Hodeng-au-Bosc         | Neuville-Coppegueule (Somme)     |
| Saint-Martin-au-Bosc | Vieux-Rouen-sur-Bresle |                                  |
| Aubéguimont          | Ellecourt              | Saint-Germain-sur-Bresle (Somme) |

### Hydrographie
La commune est située dans le bassin Seine-Normandie. Elle est drainée par la Bresle, la Méline, le canal du Moulin Lecomte, le cours d'eau 01 de la commune du Vieux-Rouen-sur-Bresle, la Bresle et divers autres petits cours d'eau,.
La Bresle  est un fleuve côtier d'une longueur de 68 km, qui prend sa source dans la commune d'Abancourt, à 180 mètres d’altitude, et se jette  dans la Manche au Tréport, après avoir traversé 30 communes. 
La Méline, d'une longueur de 10 km, prend sa source dans la commune de Marques et se jette  dans la Bresle sur la commune, après avoir traversé quatre communes. 
Deux plans d'eau complètent le réseau hydrographique : la ballastière (3,72 ha) et le plan d'eau 1 de la commune de Neuville-Coppegueule, d'une superficie totale de 17,5 ha (8,89 ha sur la commune),.

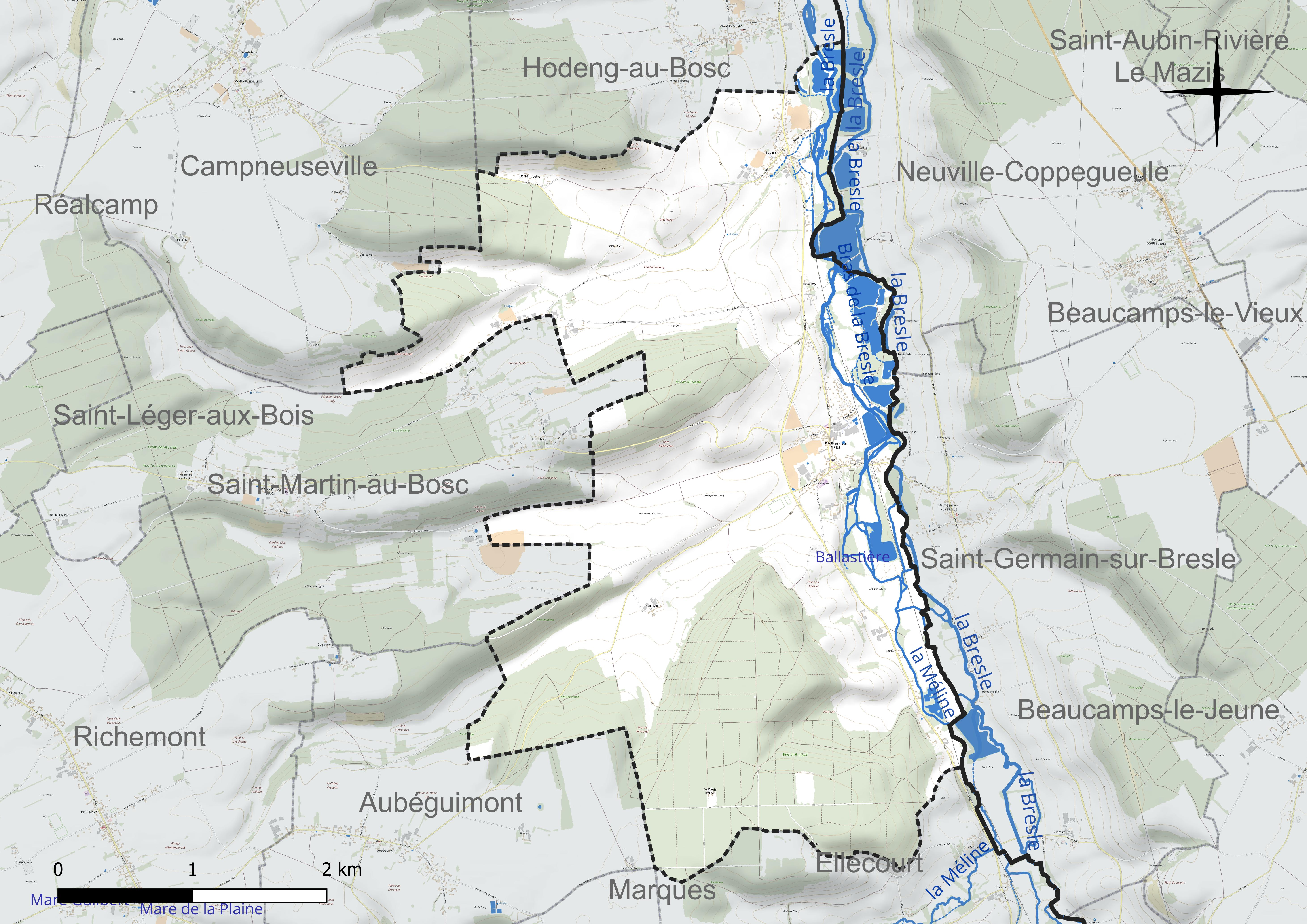
Réseau hydrographique de Vieux-Rouen-sur-Bresle.

### Quartiers, hameaux et lieux-dits
Bouafles, ancienne commune absorbée en 1823, située au nord de l'actuel territoire communal (village beaucoup plus proche d'Hodeng-au-Bosc que de Vieux-Rouen-sur-Bresle), traversé par la route départementale D 49. On y trouve un tilleul remarquable, le lieu est classé  site naturel en 1932.

### Climat
Pour des articles plus généraux, voir Climat de la Normandie et Climat de la Seine-Maritime.
En 2010, le climat de la commune est de type climat océanique dégradé des plaines du Centre et du Nord, selon une étude du CNRS s'appuyant sur une série de données couvrant la période 1971-2000. En 2020, Météo-France publie une typologie des climats de la France métropolitaine dans laquelle la commune est exposée à un climat océanique et est dans la région climatique Côtes de la Manche orientale, caractérisée par un faible ensoleillement (1 550 h/an) ; forte humidité de l’air (plus de 20 h/jour avec humidité relative > 80 % en hiver), vents forts fréquents. Parallèlement le GIEC normand, un groupe régional d’experts sur le climat, différencie quant à lui, dans une étude de 2020, trois grands types de climats pour la région Normandie, nuancés à une échelle plus fine par les facteurs géographiques locaux. La commune est, selon ce zonage, exposée à un « climat contrasté des collines », correspondant au Pays de Bray, bien arrosé et frais.
Pour la période 1971-2000, la température annuelle moyenne est de 10,5 °C, avec une amplitude thermique annuelle de 13,6 °C. Le cumul annuel moyen de précipitations est de 789 mm, avec 12,5 jours de précipitations en janvier et 8,5 jours en juillet. Pour la période 1991-2020, la température moyenne annuelle observée sur la station météorologique la plus proche, située sur la commune d'Oisemont à 14 km à vol d'oiseau, est de 11,1 °C et le cumul annuel moyen de précipitations est de 801,4 mm,. Pour l'avenir, les paramètres climatiques de la commune estimés pour 2050 selon différents scénarios d’émission de gaz à effet de serre sont consultables sur un site dédié publié par Météo-France en novembre 2022.

## Urbanisme

### Typologie
Au 1er janvier 2024, Vieux-Rouen-sur-Bresle est catégorisée commune rurale à habitat dispersé, selon la nouvelle grille communale de densité à sept niveaux définie par l'Insee en 2022.
Elle est située hors unité urbaine et hors attraction des villes,.

### Occupation des sols
L'occupation des sols de la commune, telle qu'elle ressort de la base de données européenne d’occupation biophysique des sols Corine Land Cover (CLC), est marquée par l'importance des territoires agricoles (55,2 % en 2018), une proportion identique à celle de 1990 (55,2 %). La répartition détaillée en 2018 est la suivante : 
forêts (35,7 %), terres arables (31,4 %), prairies (21,8 %), zones urbanisées (4,9 %), eaux continentales (2,3 %), zones agricoles hétérogènes (2 %), zones humides intérieures (1,9 %). L'évolution de l’occupation des sols de la commune et de ses infrastructures peut être observée sur les différentes représentations cartographiques du territoire : la carte de Cassini (XVIIIe siècle), la carte d'état-major (1820-1866) et les cartes ou photos aériennes de l'IGN pour la période actuelle (1950 à aujourd'hui).

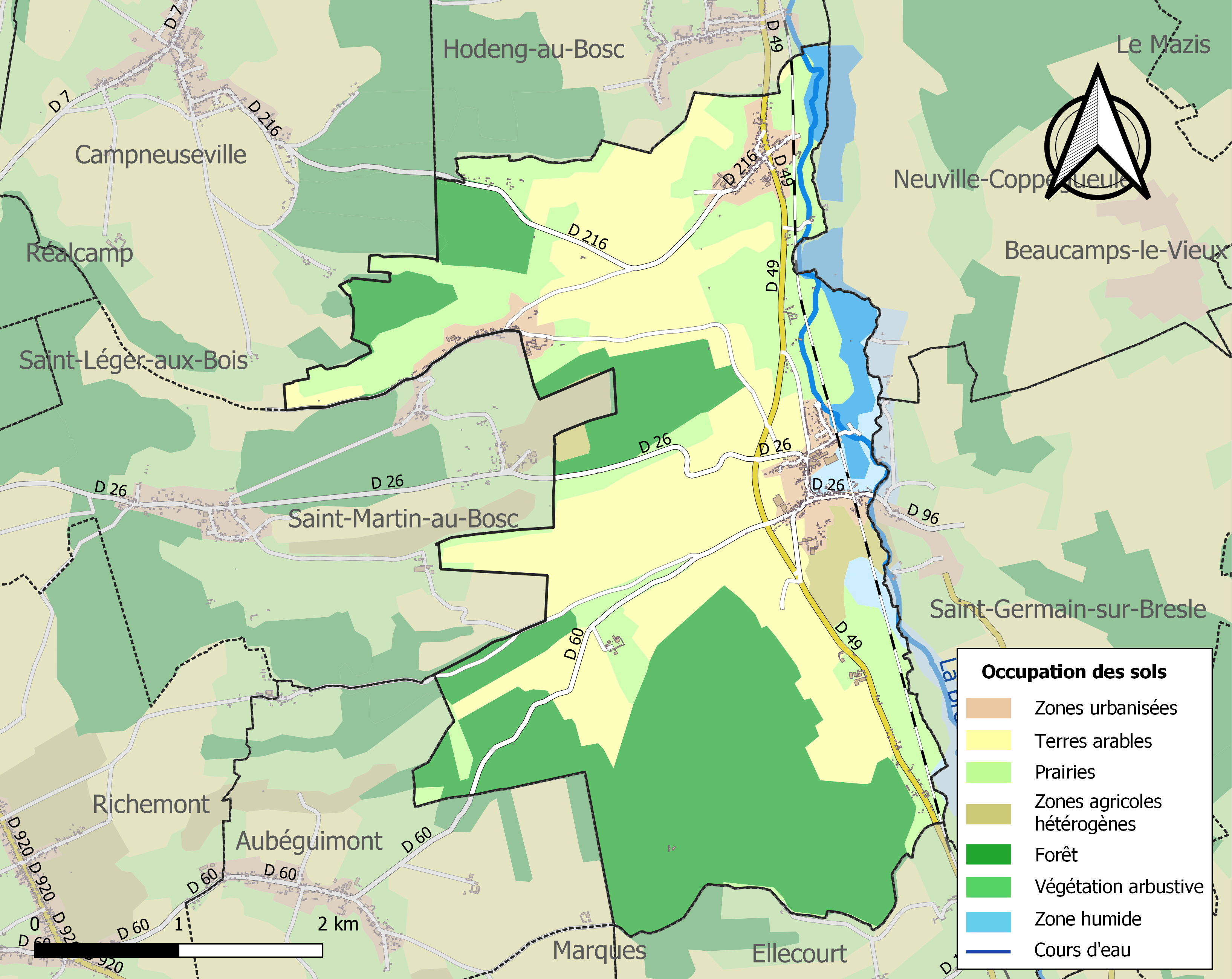
Carte des infrastructures et de l'occupation des sols de la commune en 2018 (CLC).

## Toponymie
Le nom de la localité est attesté sous les formes latinisées Vetus Rodum en 1034 ; Veteri Rotomo au XIe siècle ; Vetus Rothomagus vers 1135 ; Ecclesia de Veteri Rothomago vers 1240 ; Vetus Rothomagus en 1337 ; Paroisse de Viex Roan en 1369 et 1373 ; Vieu Rouen en 1397, 1399 et 1405 ; Vieux Rouen en 1412 ; Viel Rouen entre 1433 et 1460 ; Vieil Rouen en 1648, 1704, 1715 et 1738 et 1757 (Cassini), Vieux Rouen en 1788, Vieux-Rouen-sur-Bresle en 1953.
Comparable à un autre Vieux-Rouen à Saint-Pierre-du-Vauvray (Eure), les formes anciennes sont régulières et non contradictoires, il s'agit d'un « vieux Rouen ». La prononciation vié Rouen autrefois rencontrée reflète l'évolution du mot vieux dans le dialecte local et qu'on retrouve dans les nombreux (la) Viéville de Normandie (cf. la Viéville à Saint-Martin-en-Campagne, près de Dieppe).
Ce village se trouve en effet sur la limite traditionnelle du diocèse de Rouen, encore valable aujourd'hui.
La Bresle est le fleuve côtier se jetant dans la Manche au Tréport sur la Côte d’Albâtre.

## Histoire

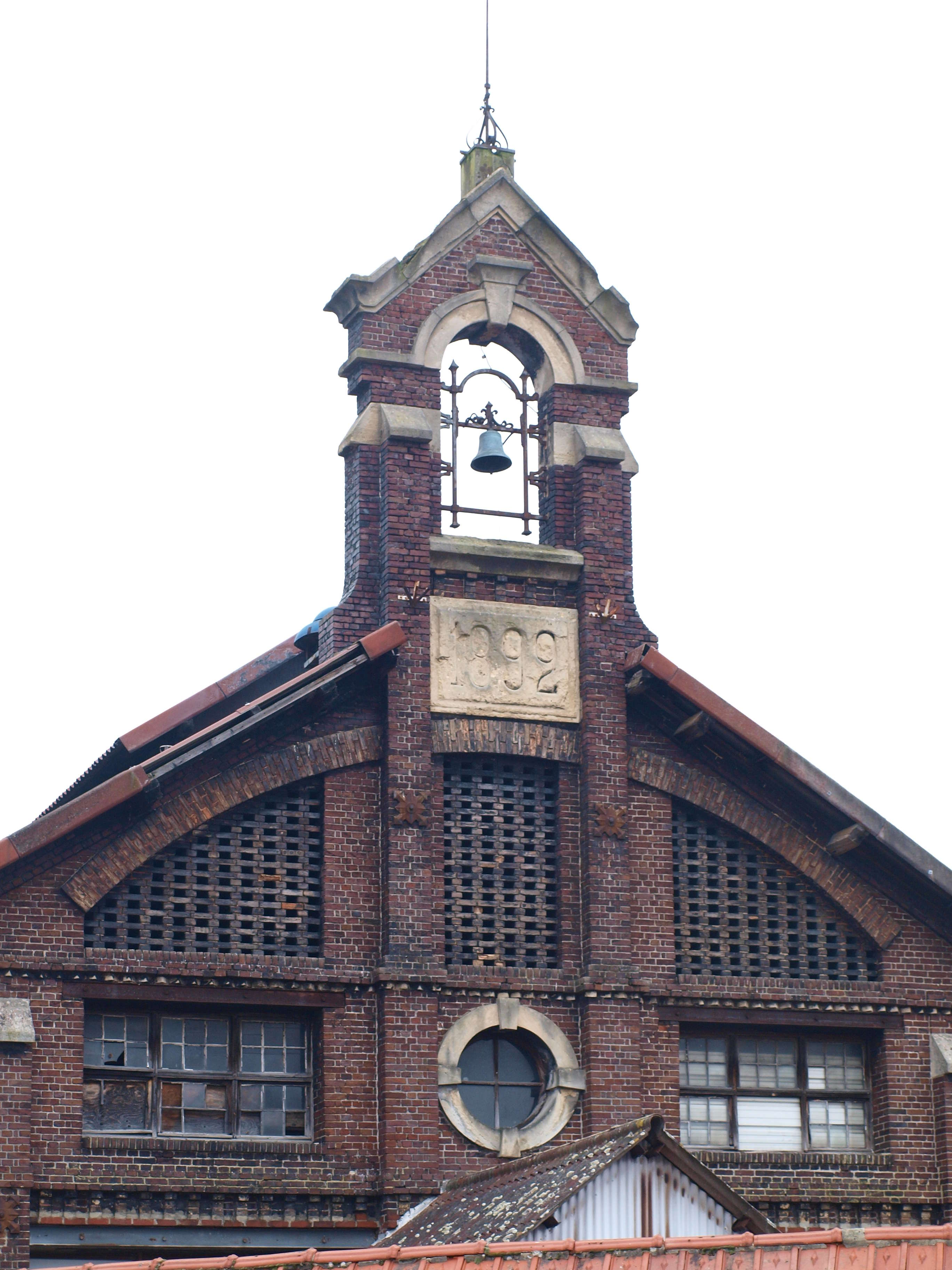
Fronton de 1892 de la verrerie.

### Antiquité
Vieux-Rouen-sur-Bresle a eu, sous le Bas-Empire romain, des villae qui ont perduré jusqu'au IVe siècle. Une légende locale racontait, au XIXe siècle, que l'église avait été édifiée sur les fondations d'une temple à Jupiter. De nombreux vestiges gallo-romains trouvés au XIXe siècle confirment cette occupation dans l'antiquité.
Une très importante villa gallo-romaine, de 300 × 150 mètres, était située au lieu-dit de Moyenmont, comme révélé lors d'une prospection archéologique aérienne menée par Roger Agache en 1973,.

### Moyen Âge
Au XIIe siècle, Henri Ier Beauclerc construit un château fort connu sous le nom de château de Mateputenam, avec un donjon polygonal.

### Époque contemporaine
En 1892, une verrerie, qui, à l'origine, produisait des fioles pour les pharmacies ainsi que des flacons pour les parfumeurs, a été installée en plein centre du bourg. L'usine produisait initialement les articles de manière totalement manuelle, s'est équipée en 1919 pour faire des productions semi-automatiques. En 1921 l'usine créé et produit le flacon du célèbre parfum Chanel N°5. Dans les années 1990 est installée la première ligne de fabrication automatique pour répondre à la demande croissante du segment de flacons pour parfums et eaux de toilette. L'usine est toujours en activité en 2020, . 

## Politique et administration

### Rattachements administratifs et électoraux
Rattachements administratifs
La commune se trouve depuis 1926 dans l'arrondissement de Dieppe du département de la Seine-Maritime.
Elle faisait partie depuis 1793 du canton d'Aumale. Dans le cadre du redécoupage cantonal de 2014 en France, cette circonscription administrative territoriale a disparu, et le canton n'est plus qu'une circonscription électorale.
Rattachements électoraux
Pour les élections départementales, la commune fait partie depuis 2014 du canton de Gournay-en-Bray
Pour l'élection des députés, elle fait partie de la sixième circonscription de la Seine-Maritime.

### Intercommunalité
Vieux-Rouen-sur-Bresle était membre de la communauté de communes du canton d'Aumale, un établissement public de coopération intercommunale (EPCI) à fiscalité propre créé fin 2001.
Dans le cadre de l'approfondissement de la coopération intercommunale prévu par la loi portant nouvelle organisation territoriale de la République (Loi NOTRe) du 7 août 2015, cette intercommunalité a fusionné avec sa voisine pour former, le 1er janvier 2017, la communauté de communes interrégionale Aumale - Blangy-sur-Bresle dont est désormais membre la commune.

### Liste des maires
| Période   | Période                     | Identité                       | Étiquette   | Qualité |
| --------- | --------------------------- | ------------------------------ | ----------- | --- |
| 1792      | 1793                        | Charles Letellier              |             | Marchand Laboureur |
| 1793      | 1795                        | Alexandre Roger                |             | |
| 1800      | avril 1815                  | François Semichon              |             | |
| 1815      | 1830                        | Charles Letellier              |             | Cultivateur |
| 1830      | 1832                        | Antoine Foulon                 |             | |
| 1832      | 1848                        | Athanase Bourgois              |             | Propriétaire |
| 1848      | 1849                        | Paschal Vallery Sergeant       |             | |
| 1850      | 1852                        | Louis François Verlen          |             | |
| 1852      | 1863                        | François Alexandre Semichon    |             | |
| 1863      | 1871                        | Pierre Hyacinthe Quevauvillers |             | Cultivateur |
| 1871      | mai 1904                    | Antoine Borel de Brétizel      |             | Propriétaire |
| mai 1904  | 1924                        | Théodule Gérin                 | Républicain | Maître de verrerie depuis 1899 Conseiller général d'Aumale (1910 → 1924) Chevalier de la Légion d'honneur Décédé en fonction |
| 1924      | 1937                        | Victor Ledoux                  |             | Cultivateur |
| 1937      | 1939                        | Louis Archambault              |             | |
| 1939      | 1941                        | Georges Boulenger              |             | |
| 1941      | mai 1945                    | Camille Serait                 |             | |
| mai 1945  | 1955                        | Gaston Buignet                 |             | |
| 1955      | mars 1959                   | Roger Levillain                |             | |
| mars 1959 | mars 1983                   | Colbert Noël                   |             | Maréchal-ferrant |
| mars 1983 | mars 1989                   | Georges Souverain              |             | Agriculteur |
| mars 1989 | mars 2008                   | Marcelle Lenois                |             | |
| mars 2008 | 2014                        | Michel Andrieux                |             | |
| 2014      | En cours (au 1er juin 2020) | Bruno Borgoo                   | DVD         | Agriculteur Réélu pour le mandat 2020-2026,                                                                                  |

## Population et société

### Démographie
L'évolution du nombre d'habitants est connue à travers les recensements de la population effectués dans la commune depuis 1793. Pour les communes de moins de 10 000 habitants, une enquête de recensement portant sur toute la population est réalisée tous les cinq ans, les populations de référence des années intermédiaires étant quant à elles estimées par interpolation ou extrapolation. Pour la commune, le premier recensement exhaustif entrant dans le cadre du nouveau dispositif a été réalisé en 2006.

En 2022, la commune comptait 583 habitants, en évolution de +2,28 % par rapport à 2016 (Seine-Maritime : +0,35 %, France hors Mayotte : +2,11 %).
| 1793 | 1800 | 1806 | 1821 | 1831 | 1836 | 1841 | 1846 | 1851 |
| ---- | ---- | ---- | ---- | ---- | ---- | ---- | ---- | ---- |
| 300  | 283  | 366  | 293  | 585  | 588  | 591  | 605  | 612  |

| 1856 | 1861 | 1866 | 1872 | 1876 | 1881 | 1886 | 1891 | 1896 |
| ---- | ---- | ---- | ---- | ---- | ---- | ---- | ---- | ---- |
| 576  | 560  | 553  | 534  | 506  | 490  | 481  | 470  | 690  |

| 1901 | 1906 | 1911 | 1921 | 1926 | 1931 | 1936 | 1946 | 1954 |
| ---- | ---- | ---- | ---- | ---- | ---- | ---- | ---- | ---- |
| 741  | 736  | 725  | 693  | 758  | 771  | 787  | 790  | 784  |

| 1962 | 1968 | 1975 | 1982 | 1990 | 1999 | 2006 | 2011 | 2016 |
| ---- | ---- | ---- | ---- | ---- | ---- | ---- | ---- | ---- |
| 823  | 750  | 768  | 676  | 713  | 643  | 670  | 638  | 570  |

| 2021 | 2022 | - | - | - | - | - | - | - |
| ---- | ---- | - | - | - | - | - | - | - |
| 573  | 583  | - | - | - | - | - | - | - |

### Enseignement
Les enfants de la commune sont scolarisés au sein d'un regroupement pédagogique intercommunal avec ceux d'Hodeng-au-Bosc. Une école primaire se trouve à Vieux-Rouen en 2020. la commune dispose également d'une école maternelle, dont la survie est menacée en raison d'une baisse des effectifs,.
Pour lutter contre la baisse des effectifs et sauver les écoles, les municipalités de Vieux-Rouen et Hodeng-au-Bosc ont ouvert une garderie, ouverte aux parents domiciliés dans les autres communes, et celle de Vieux-Rouen a instauré le repas à la cantine à 1€ par repas.

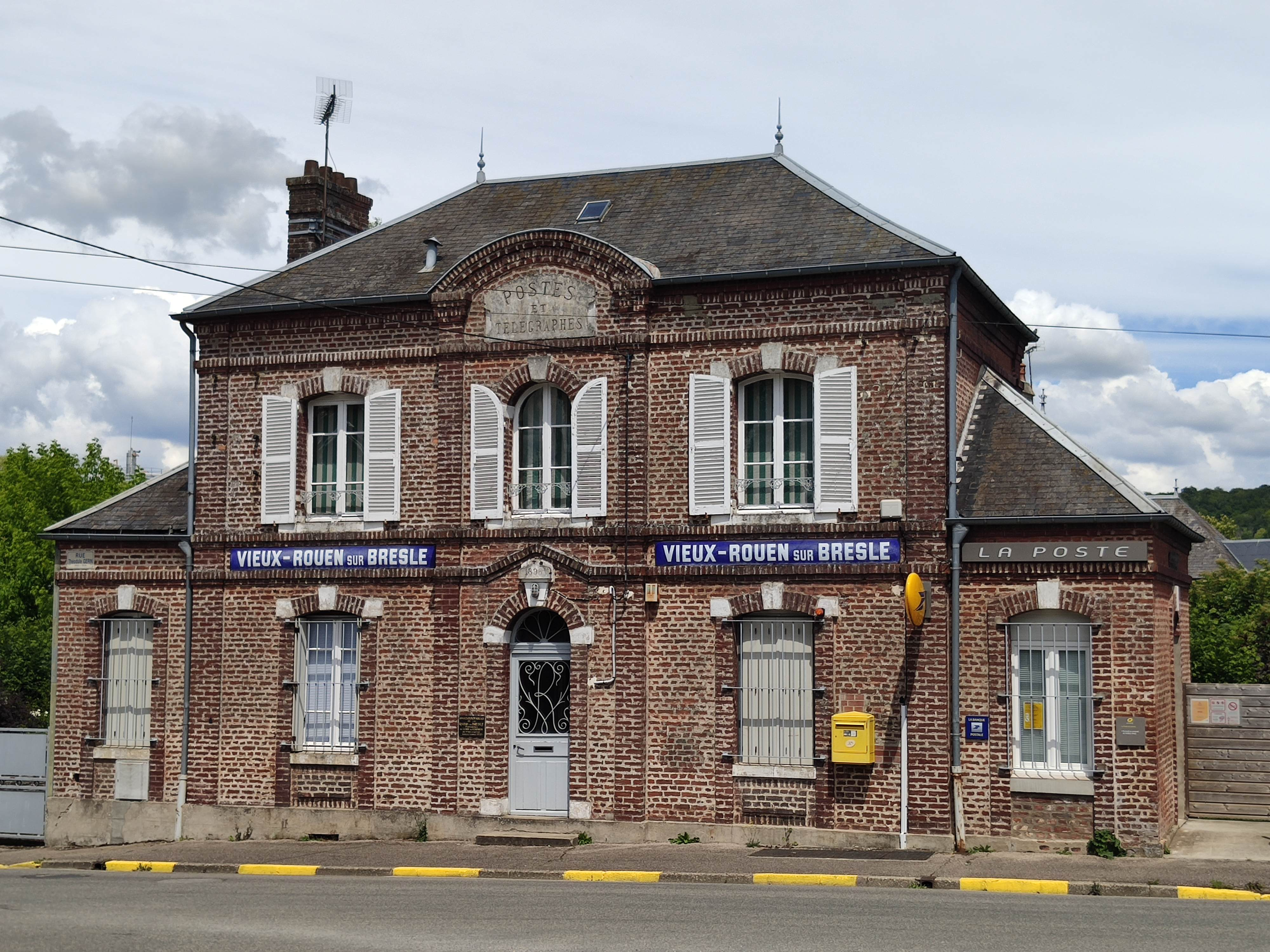
L'imposant bureau de poste de la commune.

### Équipements locaux
- Bureau de poste ;
- boulangerie-pâtisserie ;
- salle des fêtes ;
- caserne des pompiers ;
- bar-tabac ;
- aire de jeux.

## Économie

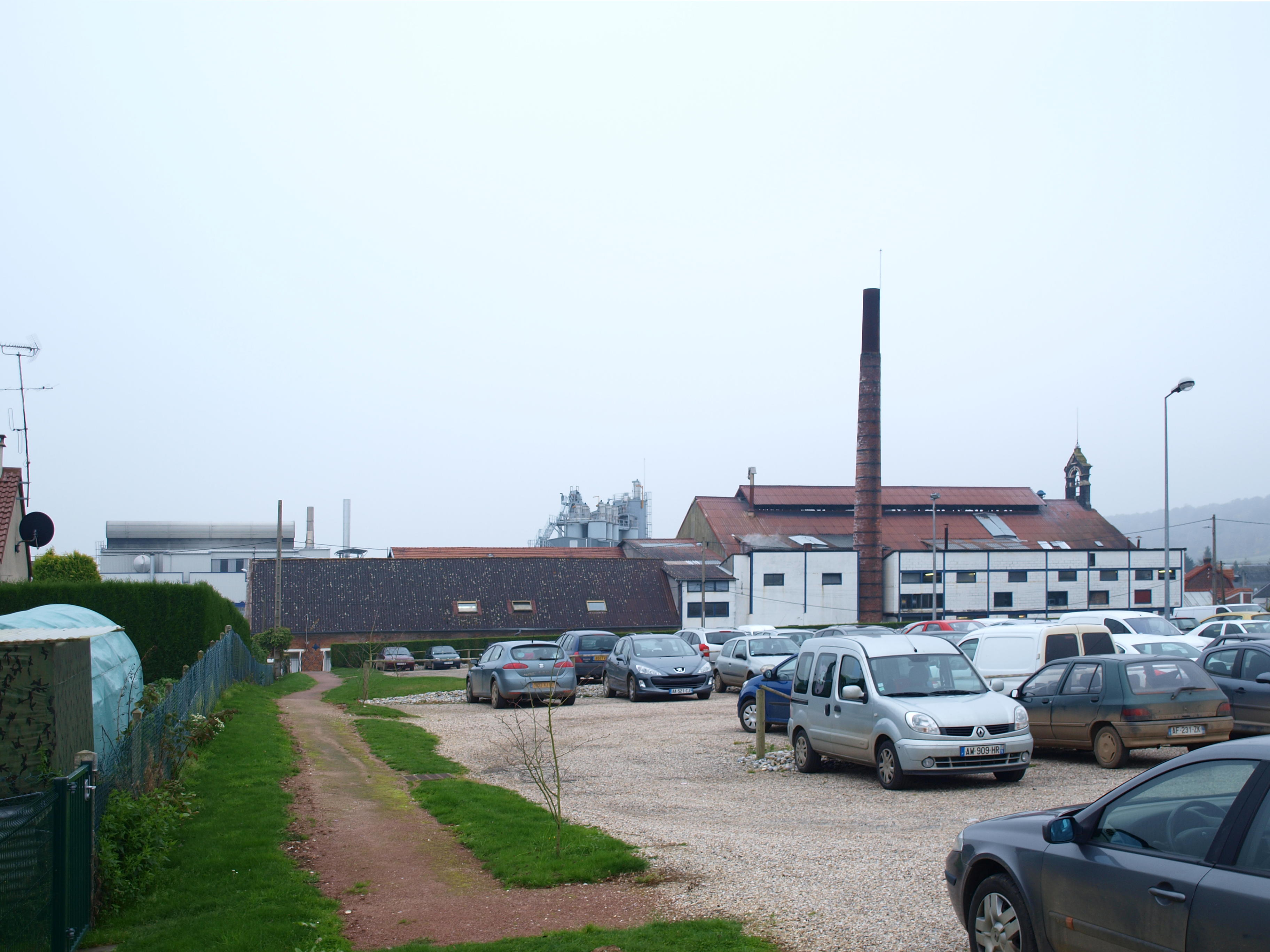
La verrerie en 2012.

En 2020, la verrerie  Zignago Vetro Brosse emploie environ 350 à 400 salariés et produit des flacons de luxe pour la parfumerie, les cosmétiques et spiritueux haut de gamme. Elle est rattachée à la Glass Valley, localisée le long de la vallée de la Bresle qui produit près de 70 % de la production mondiale du flaconnage de luxe, . .

## Culture locale et patrimoine

### Lieux et monuments
- Église Notre-Dame, des XIIe, XIIIe, XVIe et XVIIe siècles.

L'église Notre-Dame
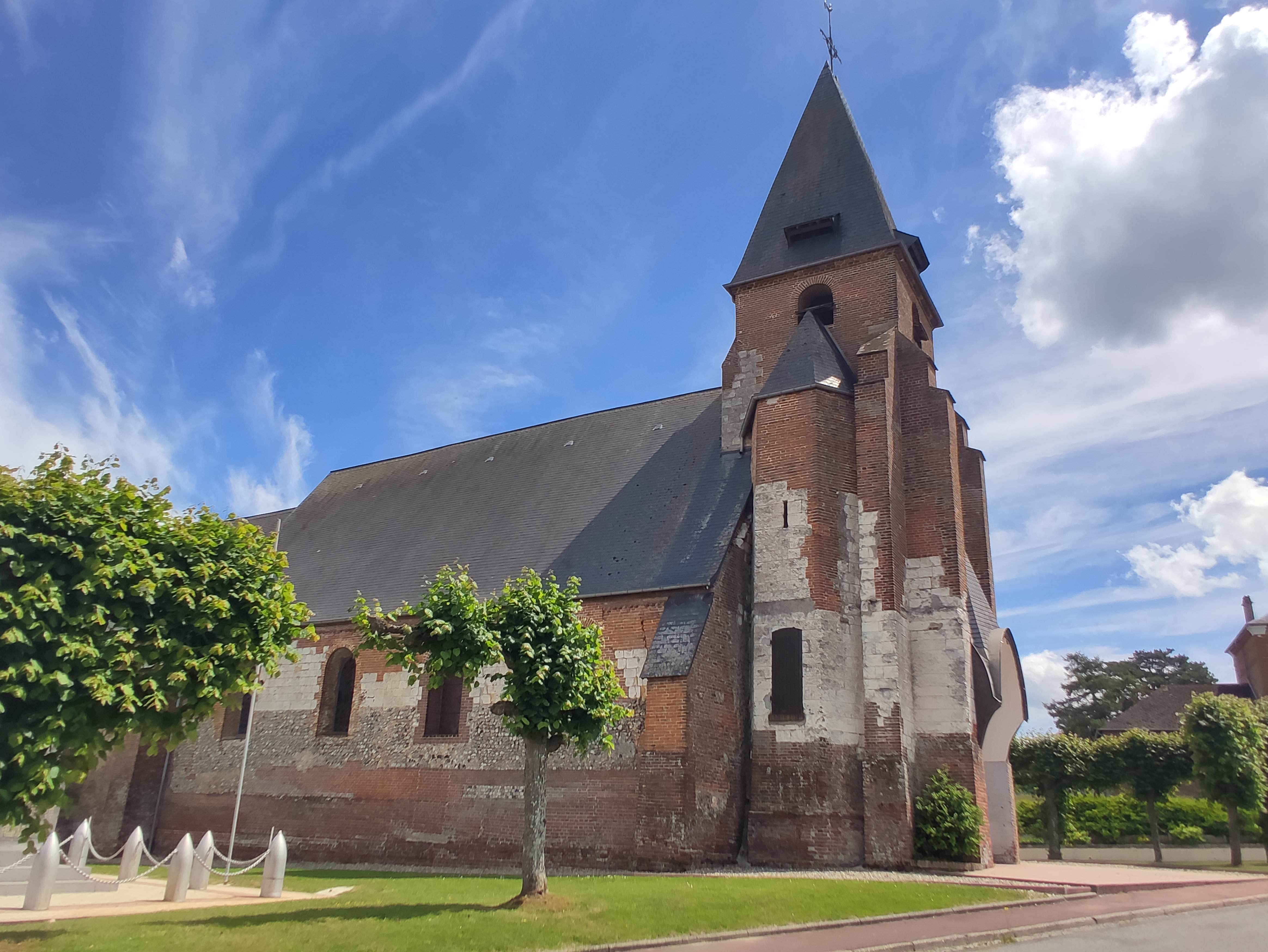
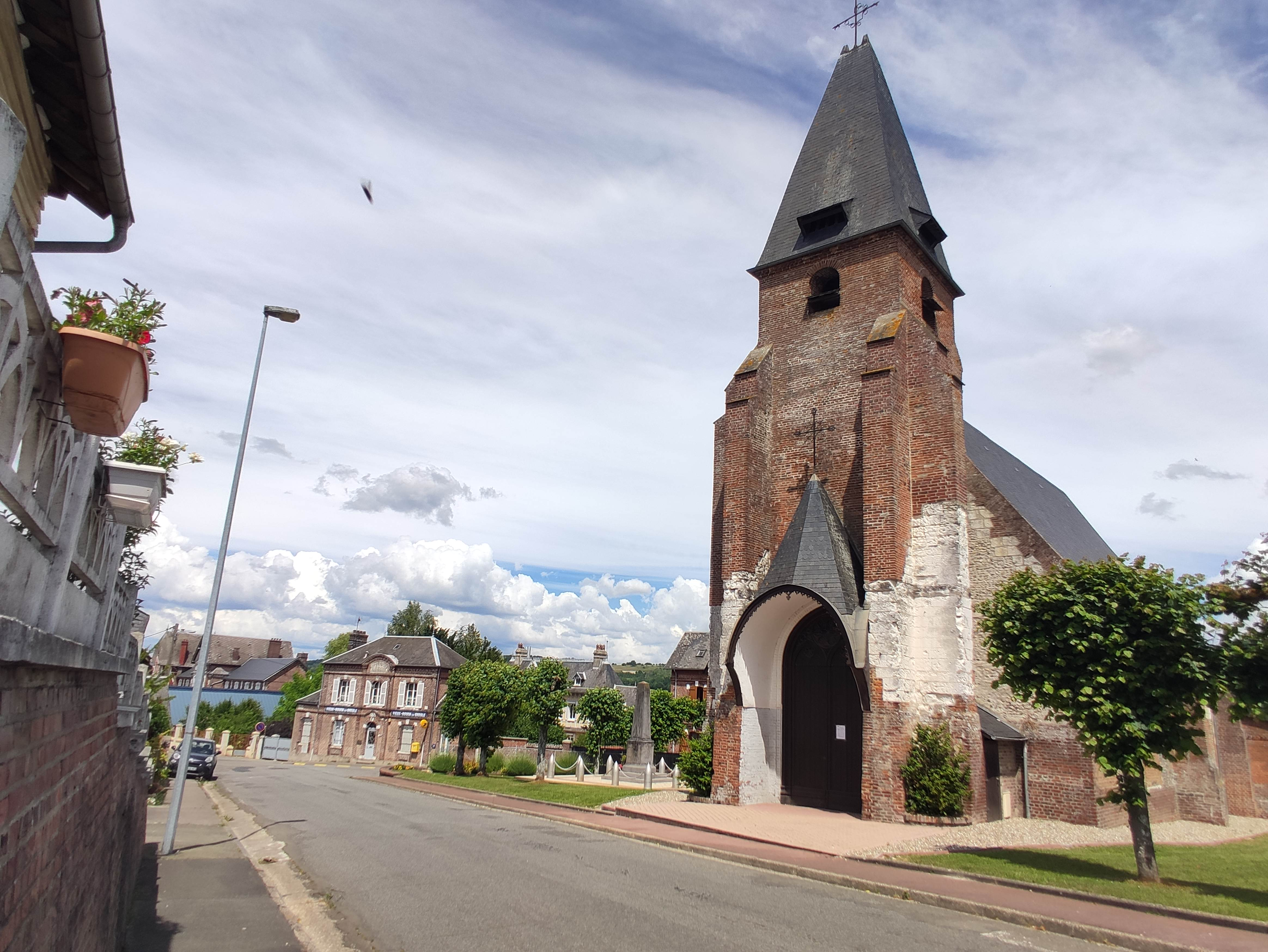
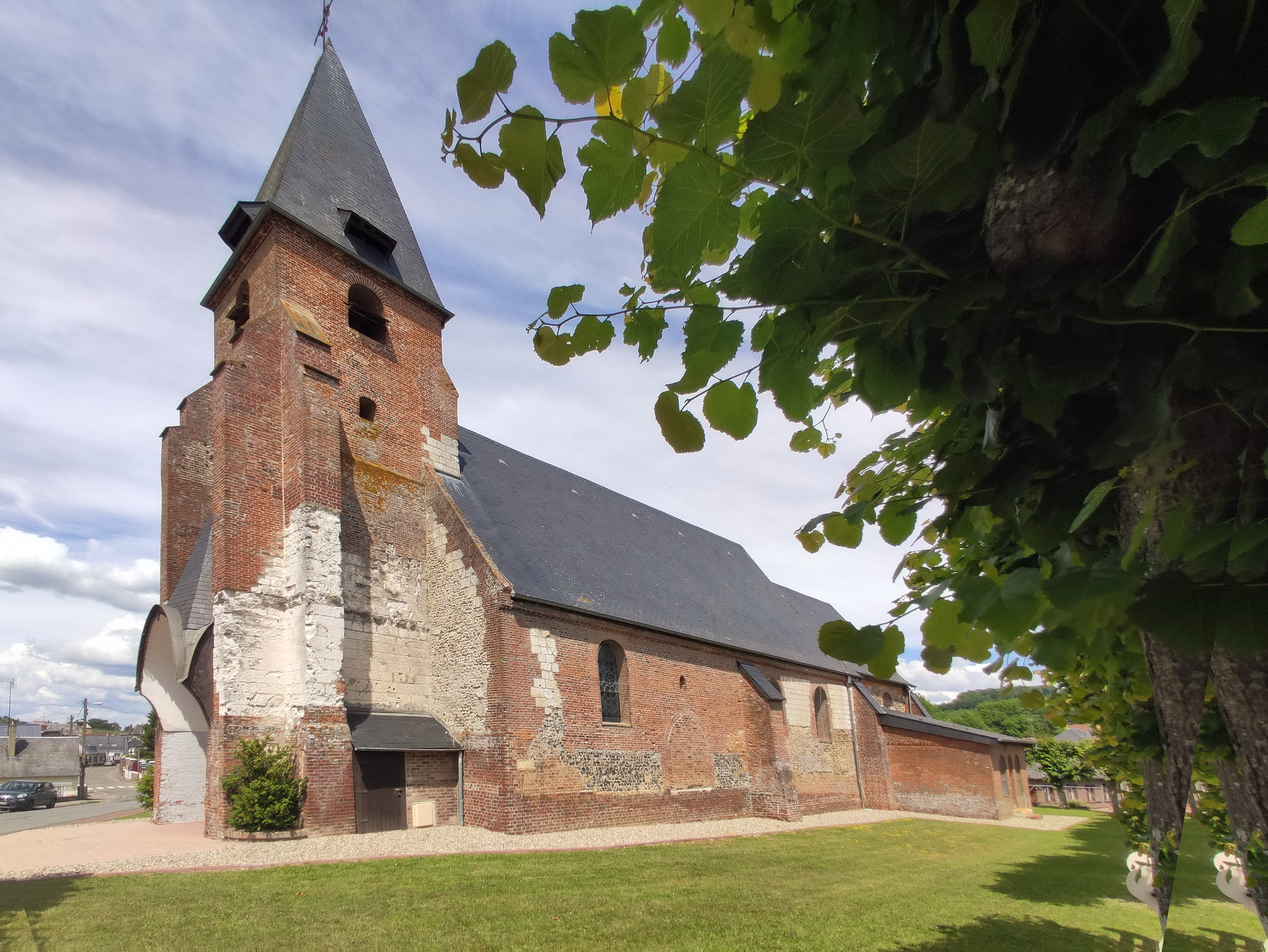
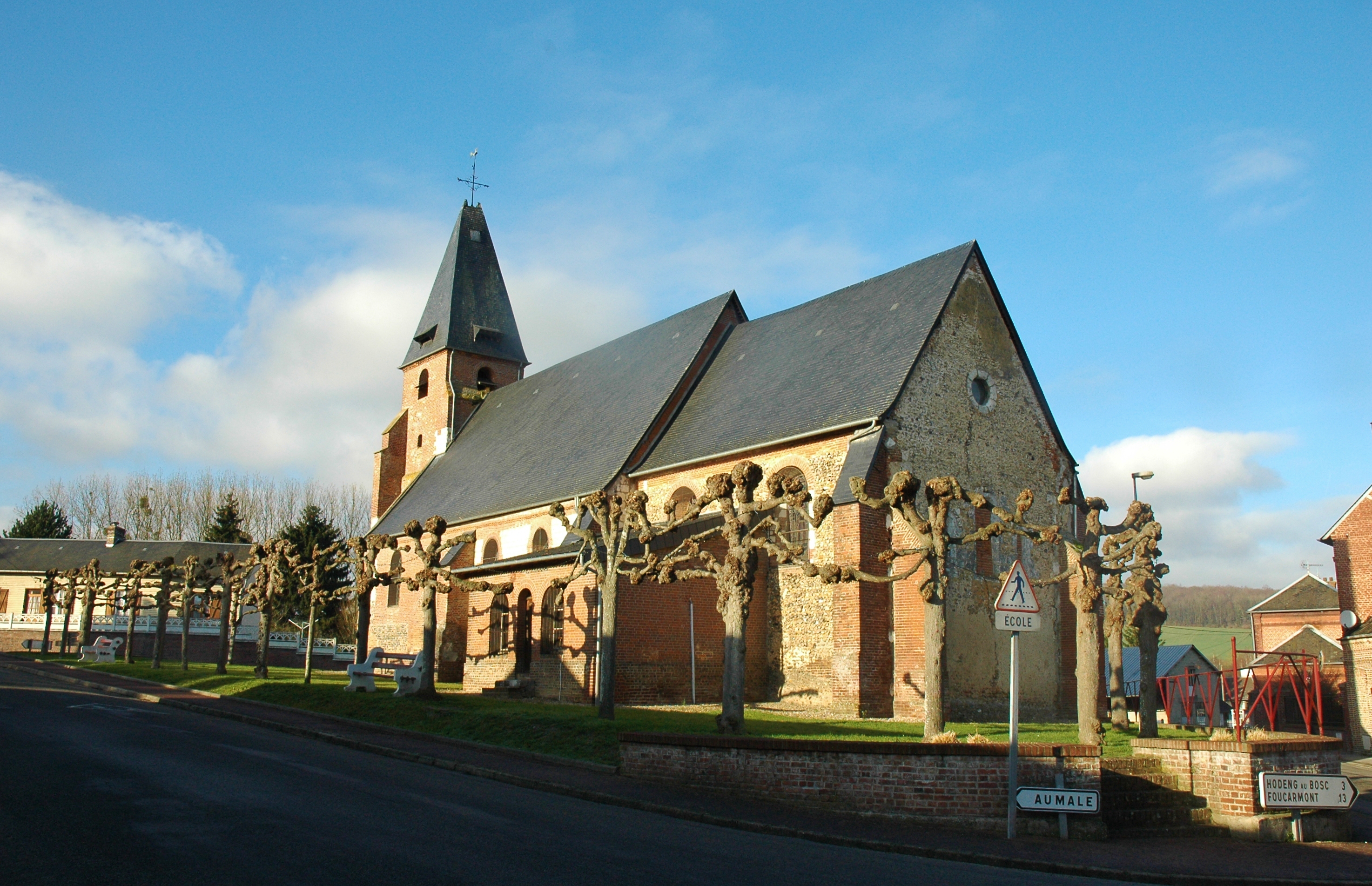

- Église Saint-Jean-Baptiste, à Bouafles.
- Chapelle Notre-Dame-des-Champs, construite en 1858 par les notables de la commune et les habitants pour rendre hommage à la Vierge Marie le 15 août de chaque année. Selon la légende, elle aurait préservé les habitants  lors de la Seconde Guerre mondiale, pendant laquelle le bourg n'a pas été bombardé bien que  les Allemands aient installé de nombreuses rampes de lancement de V1 à proximité[45],[46].
- Château de Mateputenam, au sud du village, à la lisière du bois de Runneval. Donjon polygonal, en silex, construit par Henri Ier Beauclerc au début du XIIe siècle[47].
- Verrerie de M.-A. Scobart et Cie. Vieux-Rouen-sur-Bresle[48].

### Personnalités liées à la commune
- Germain le Scot qui fut martyrisé aux environs de Vieux Rouen[49].
- Félix Julien Spitique (1843-1924), chef de bataillon territorial d'infanterie, officier de la Légion d'honneur, né à Vieux-Rouen-sur-Bresle[50].
- Marie Durand Alexandre Pierre Borel de Bretizel (1872-1918), chef de bataillon commandant le 2e bataillon du 2e régiment d'infanterie, chevalier de la Légion d'honneur, né à Vieux-Rouen-sur-Bresle[51], décédé le 4 août 1918 (ferme de la Grange à Augy (Aisne)), tué à l'ennemi.
- Marius Charles Ernest Berthe (1881-1958), lieutenant d'infanterie, officier de la Légion d'honneur, né à Vieux-Rouen-sur-Bresle[52].
- Charles Hippolyte Paradis (1891-1970), vice-président de l'association « Le jardin du cheminot », chevalier de la Légion d'honneur, né à Vieux-Rouen-sur-Bresle[53].
- Le linguiste Georges Mounin (1910-1993) est né à Vieux-Rouen-sur-Bresle[54].

## Pour approfondir